# 熱巴河
11°43′20″N 15°38′40″W / 11.72222°N 15.64444°W

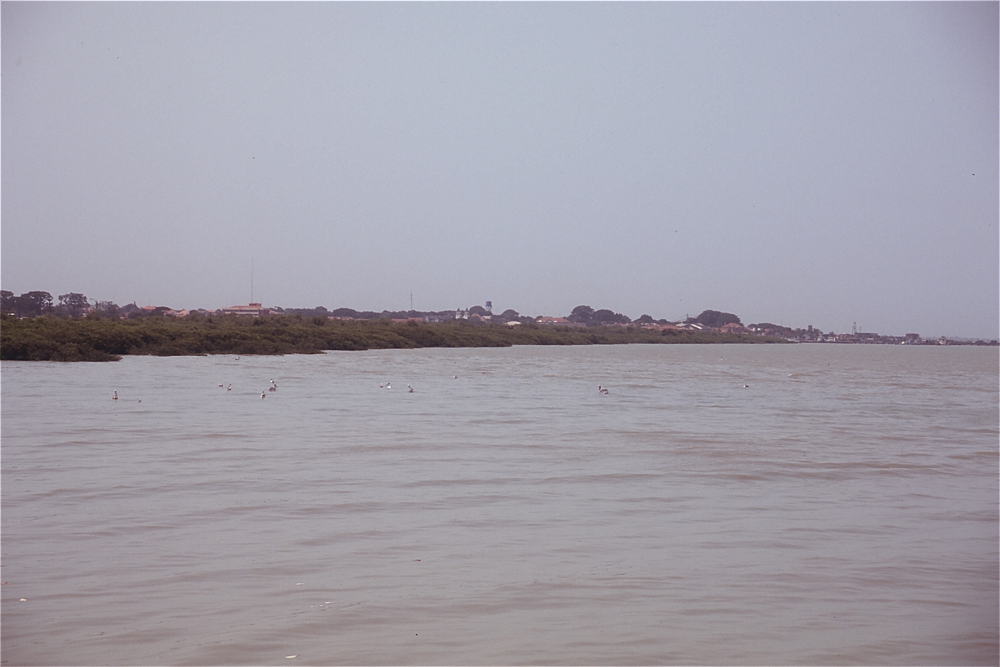
熱巴河

熱巴河（葡萄牙語：Rio Geba）是西非的河流，發源自畿內亞，流經塞內加爾，最後在幾內亞比索流入大西洋，是與內陸連接的重要貿易路線。熱巴河全長550公里，其中140公里可讓2,000噸重的船隻航行。